# Domašin (okres Užhorod)
Domašin, někdy také Domašín nebo Domašina (ukrajinsky Домашин, maďarsky Domafalva) je část obce Siľ, v okrese Užhorod, v Zakarpatské oblasti Ukrajiny, v Užanském národním parku. Patří do kostrynské venkovské komunity. V roce 2001 zde žilo 507 obyvatel.

## Historie
Do podepsání Trianonské smlouvy byla ves součástí Uherska, poté byla součástí Československa. V roce 1930 zde žilo 481 obyvatel; z toho 465 Rusínů, 10 Židů a 6 cizinců. Od roku 1945 ves patřila Sovětskému svazu, resp. Ukrajinské sovětské socialistické republice; nakonec od roku 1991 je součástí samostatné Ukrajiny.
V obci stál dřevěný chrám svatého archanděla Michaela z roku 1751. V roce 2007 se místní náboženská obec rozhodla postavit v obci kostel nový, ne však na novém místě, ale na starém, kde stál předchůdce. Kamenný kostel byl postaven nad dřevěným kostelem. V roce 2011 byl nový kostel vysvěcen na počest svatého archanděla Michaela. Po dokončení stavby byl dřevěný kostel uvnitř kamenného chrámu rozebrán a vyvezen do odpadu.